# Sheikh Idris
Sheikh Idris (tiếng Ả Rập: شيخ ادريس) là một ngôi làng Syria nằm ở Saraqib Nahiyah ở huyện Idlib, Idlib. Theo Cục Thống kê Trung ương Syria (CBS), Sheikh Idris có dân số 3881 trong cuộc điều tra dân số năm 2004.